# Roman Liczba
Roman Liczba (ur. 14 marca 1948 r. w Chorzowie) – polski nauczyciel, publicysta, działacz społeczny i samorządowy.

## Życiorys
Ukończył Szkołę Podstawową nr 17 (obecnie im. Jana Pawła II) w Chorzowie (1962), następnie II Liceum Ogólnokształcące im. Juliusza Ligonia w Chorzowie (1966). W 1971 ukończył studia na Uniwersytecie Jagiellońskim w Krakowie, Wydział Filologiczny, Instytut Filologii Angielskiej. 1976 – University of Essex w Colchesterze (Anglia) – CALTE (Kurs językoznawstwa stosowanego i metodyki nauczania języka angielskiego), 1982 – Studium Podyplomowe w zakresie filologii angielskiej w Centrum Doskonalenia Nauczycieli w Piotrkowie Trybunalskim.
Przewodniczący Komisji Kultury Rady Miejskiej w Chorzowie w latach 1990–1992, członek Komisji Kultury spoza Rady II i III kadencji, stały gość ww. Komisji IV i V kadencji, Przewodniczący Stowarzyszenia Miłośników Chorzowa w latach 1998–2003, członek Zarządu – sekretarz 2003–2006, członek Rady Społecznej Miejskiego Domu Kultury „Centrum” (1999–2007), członek Rady Muzeum (1998–2011), członek Rady Redakcyjnej „Zeszytów Chorzowskich” (2000–2014).
W latach 1991–2010 członek Rady Duszpasterskiej Parafii św. Jadwigi Śląskiej w Chorzowie, w latach 2000–2014 Nadzwyczajny Szafarz Komunii Świętej w macierzystej parafii i na terenie Archidiecezji katowickiej.
Inicjator i przewodniczący Komitetu Odbudowy i Rekonstrukcji Pomnika Friedricha Wilhelma von Redena w Chorzowie (1999–2002), członek Komitetu Fundacji Tablicy Pamiątkowej i Odrestaurowania Pomnika Poległych Żołnierzy 75. Pułku Piechoty w Chorzowie (1999–2000), członek Komitetu Honorowego obchodów 80. rocznicy powrotu Chorzowa do Polski (2002), członek Komitetu upamiętnienia społeczności żydowskiej w Chorzowie (2006), członek Komitetu Obchodów 750 rocznicy nadania wsi Chorzów Zakonowi Bożogrobców Miechowskich (2006–2008), inicjator wmurowania na kaplicy cmentarnej parafii św. Jadwigi w Chorzowie trzech tablic pamiątkowych zasłużonych postaci dla miasta: Rajnholda Tomasza Domina (1999), Wojciecha Samarzewskiego (2001) i Petroneli Golaszowej (2005) – członek powołanego w tym celu Komitetu (2002–2005).

## Wybrane publikacje
- Angielskie teksty techniczne dla Studentów Wydziału Transportu i Komunikacji Politechniki Śląskiej.Transport Samochodowy – Technical Texts in English for Students of the Department of Transport and Communications. Automobile Transport, Gliwice 1977 (Skrypt uczeln. nr 719)
- Plansze czynności jako pomoc wizualna w praktycznej nauce języków zachodnioeuropejskich [w:] Zeszyty Naukowe Politechniki Śl. Nr kol. 538, 1978 r., Seria: Języki Obce Z.4, ss.63-69; Jak oceniam i za co [w:] „Języki Obce w Szkole”, Warszawa 1985, nr 1, ss. 85-87; Scenariusz obchodów 75.rocznicy powrotu Chorzowa do Polski (w I LO w Chorzowie) [w:] „Wspólny Chorzów” nr 6 z 1997 r. (dodatek specjalny)
- Omówienie Szkolnego Programu Edukacji Środowiskowo-Regionalnej w I LO im. J. Słowackiego w Chorzowie [w:] Z dziejów oświaty w Chorzowie pod red. Jacka Kurka, Chorzów Batory 1998, ss.133-137;
- Chorzów A.D. 2000 – nietypowy przewodnik po mieście dla młodzieży i dorosłych, [bmw], [bdw]. (właśc. Chorzów, 2000 i 2001);
- Ligoniowe losy (w 111.rocznicę śmierci Juliusza Ligonia) [w:]„Wiadomości Fary Św. Barbary”, nry 47 i 48 z 19 i 26 listopada 2000 r.; to samo jako „Zasłużonemu współbratu”… (o Juliuszu Ligoniu) [w:] „Wspólny Chorzów” nr 12 z 2000 r.;
- Jubileusz miłośników Chorzowa [w:] „Stowarzyszenie Miłośników Chorzowa im. Juliusza Ligonia. 45 lat 16.12.1956-16.12.2001”, jednodniówka okolicznościowa z 16.12.2001 r. ; Wokół naszego cmentarza [w:] „Wiadomości Parafialne Kościoła św. Jadwigi w Chorzowie” nry 7 z 2002 r. – 12 z 2004 r.;
- Chorzów w czasie i przestrzeni [wkładka w:] „Chorzowianin”, rocznik 2007;
- współautor scenariusza (wespół z dr. M. K. Cieślińskim) filmu o Chorzowie „Z tradycją ku przyszłości” (w 2007 r.);
- Mały przewodnik po Chorzowie (Biblioteka Chorzowska – 7), Chorzów 2007, 2009, 2014;
- A Concise Guidebook of Chorzów (the 750th Anniversary of Chorzów), Chorzów 2007;
- Sajdel (do 1947 r. Seidel) Stanisław (1904-1982)[ biogram w:] Chorzowski Słownik Biograficzny, Edycja Nowa. Tom 2, pod red. Zbigniewa Kapały, Chorzów 2008, ss. 383-384;
- "Z tradycją ku przyszłości”. Kronika obchodów wielkiego jubileuszu 750-lecia Chorzowa w 2007 r.,ss.244-252 [w:] „Zeszyty Chorzowskie” T.10,Chorzów 2009;
- „Najlepszy system nawigacji po zabytkach Chorzowa – system informacji kulturalnej sposobem kreowania pozytywnego wizerunku miasta” – współautor (wespół z Henrykiem Mercikiem) tekstów ilustrowanego wydawnictwa Urzędu Miasta Chorzów (2011r.);
- Furmanowa Joanna Celestyna (1911-1997) [biogram w:] Chorzowski Słownik Biograficzny, Edycja Nowa. Tom 3, pod red. Zbigniewa Kapały, Chorzów 2011, ss. 49-50;
- Fakty z życia (dyrektor J.Furmanowej) [w:] II Liceum Ogólnokształcące im. Juliusza Ligonia. 55 lat tradycji, Chorzów 2012, ss.5-7.

## Odznaczenia i wyróżnienia
W większości za pracę dydaktyczno-wychowawczą w szkole (I Liceum Ogólnokształcące im. Juliusza Słowackiego), m.in.:
- Srebrny Krzyż Zasługi (1989)
- Złoty Krzyż Zasługi (1993);
- Nagroda Inspektora Oświaty i Wychowania w Chorzowie – za wybitne osiągnięcia w pracy dydaktycznej i wychowawczej (1984);
- Nagroda Kuratora Oświaty i Wychowania w Katowicach – za wybitne osiągnięcia w pracy dydaktycznej i wychowawczej (1987, 1990, 1994);
- Wpisany do Złotej Księgi Zasłużonych Nauczycieli I Liceum Ogólnokształcącego im. Juliusza Słowackiego w Chorzowie (1995);
- Nagroda Prezydenta Miasta Chorzów za osiągnięcia w pracy dydaktycznej i wychowawczej (1996);
- Dyplom uznania i medal Józefa Lompy – za pracę nad kształtowaniem wśród uczniów poczucia wartości dziedzictwa kulturowego regionu, od Rady Oświaty Regionalnej przy Kuratorium Oświaty w Katowicach (1997);
- Nagroda drugiego stopnia Ministra Edukacji Narodowej – za wybitne osiągnięcia w pracy dydaktycznej i wychowawczej (1999);
- Złota Odznaka Ligoniowska Liceum Ogólnokształcącego imienia Juliusza Ligonia w Chorzowie (2012);
- honorowy tytuł "Chorzowianin Roku 2000" - za działalność społeczno-kulturalną;
- Medal św. Floriana Patrona Miasta, od Przewodniczącego Rady Miejskiej (2001);
- Medal „Za zasługi dla miasta Chorzowa” (2002);
- Prezydenta Miasta Chorzowa w dziedzinie kultury (2004).